# 사세보 해군 기지
사세보 해군기지는(佐世保基地 사세보 키치[*], 영어: United States Fleet Activities Sasebo)는 일본 나가사키현 사세보시에 있는 미국 해군의 해외 시설이다.
요코스카 해군 시설과 마찬가지로 해상자위대는 일부 시설을 같이 쓰고 있고, 양쪽 기지의 이름이 같아서 앞에 조직명("미해군/해상자위대")을 붙여서 구별한다. 규슈방위국에서는 "사세보 해군 시설"(佐世保海軍施設)로 명명하고 있다.

## 역사

### 초기
1945년 9월 22일, 제5해병사단이 사세보에 상륙하여 진수부를 접수하고, 이듬해 1946년 6월 22일에 사세보 해군 기지가 설립되었다.

### 냉전
한국 전쟁의 휴전 이후, 수백톤의 탄약, 연료, 전차, 화물차와 보급품이 사세보를 거쳐 주한 유엔군으로 흘러 들어갔다. 기지는 잠시동안 2만명까지 수용했었다. 일본 정부는 자위대를 창설하여 사세보를 해상자위대의 모항 중 하나로 삼고 그들의 함정을 배치(사세보 지방대)하였다.
1977년 3월 15일, 기지의 일부 토지가 일본 정부에 반환되었다.
1980년 7월 4일, 사세보 해군 기지에 제7함대의 함정이 전진 배치되었다. USS 본험 리처드 (LHD-6), USS 애쉬랜드 (LSD-48), USS 게르만 타운 (LSD-42), USS 그린 베이 (LPD-20), USS 워리어 (MCM-10), USS 패트리어트 (MCM-7), USS 파이오니어 (MCM-9), USS 치프 (MCM-14), 5,900명의 군인과 그들의 가족들도 기지에 입항하였다.
사막 방패/폭풍 작전이 수행된 1990년~1991년 동안 해병대의 페르시아 걸프 전구 작전, 병참과 함정 급유 등을 위한 보급거점 역할을 맡았다.

### 21세기
2015년 2월 19일, USS 그린베이 (LPD-20)가 사세보 기지에 입항하였다.
2016년 2월 12일, 미국 해군은 2017년 회계연도에서 사세보 해군 기지에 줌왈트급 구축함을 수용할 수 있도록 설비를 보수하는 비용 1,642만 달러와 2019년에 배치할 새로운 강습상륙함의 예산안을 미리 편성하였다고 밝혔다. 설비 보수에는 2017년 5월부터 2018년 10월까지 약 1년 5개월이 걸렸다.

## 주변 시설

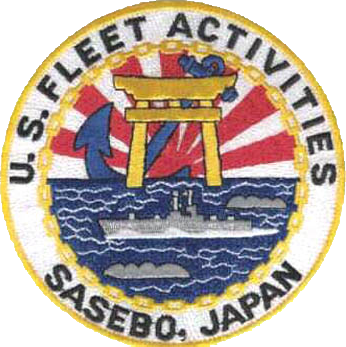
미국 해군 함대 활동 사세보 해군 기지의 문장

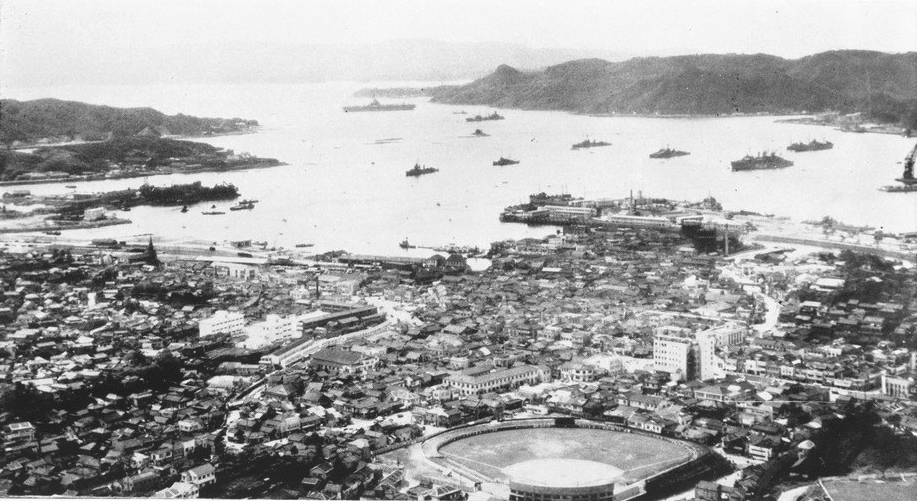
1957년 촬영된 사세보 해군 기지의 전경, 오른쪽의 큰 함정이 구축모함 USS 피드몬트 (AD-17), 그 외 에식스급 항공모함도 찍혀있다

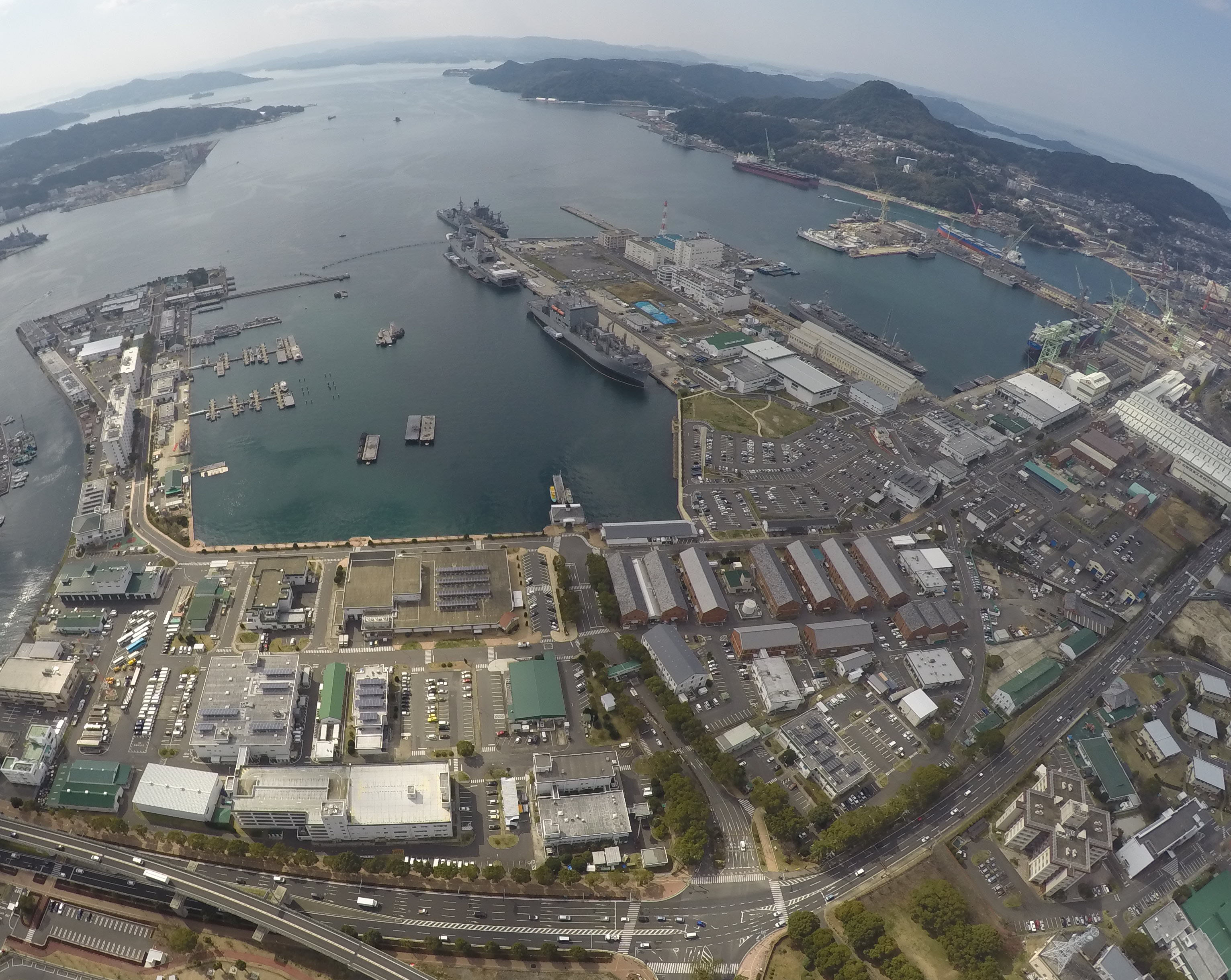
2016년 3월 촬영된 사세보 해군 기지의 전경

| 이름                                                     | 코드    | 위치                                    | 목적                                       |
| -------------------------------------------------------- | ------- | --------------------------------------- | ------------------------------------------ |
| 사세보 해군시설                                          | FAC5029 | 사세보 시                               | 주 기지                                    |
| 사세보 건선거 지구                                       | FAC5030 | 사세보 시                               | 함정 수리 및 유지보수, 사세보 중공업 소유. |
| 사세보 탄약보급소                                        | FAC5033 | 사세보 시                               | 탄약창                                     |
| 하리오 탄약 집적소                                       | FAC5050 | 하리오 섬 서북부 아쿠노우라, 우시노우라 | 탄약창                                     |
| 하리오 주거지구                                          | FAC0505 | 나가사키시 하우스텐보스 근처            | 영외거주자용 주택지                        |
| 타테가미 항구                                            | FAC5086 | 타테가미 지구                           | 함정 수리                                  |
| 사키베 소총 사격장                                       | FAC5117 | 사키베                                  | 사격장, 해상자위대가 관리함.               |
| 사키베 LCAC 지원시설                                     | FAC5118 | 사키베                                  | LCAC 격납                                  |
| 요코스카 함대 및 산업 지원소(FISC) - 사세보 보지소(保支) |         |                                         |                                            |
| 아카사카 급유소                                          | FAC5032 | 사세보 항 서쪽 아카사키 지구            | 연료 보관 및 함정 급유                     |
| 이오리카자키 급유소                                      | FAC5036 | 사세보 항 남서쪽 이오리자키             | 연료 보관 및 함정 급유                     |
| 요코세 급유소                                            | FAC5039 | 사이카이시                              | 연료 보관 및 함정 급유                     |

## 주둔

### 사령부
- 미국 국방부
  - 미국군 네트워크 사세보 (AFN)
  - 국방병참국, 사세보 지부

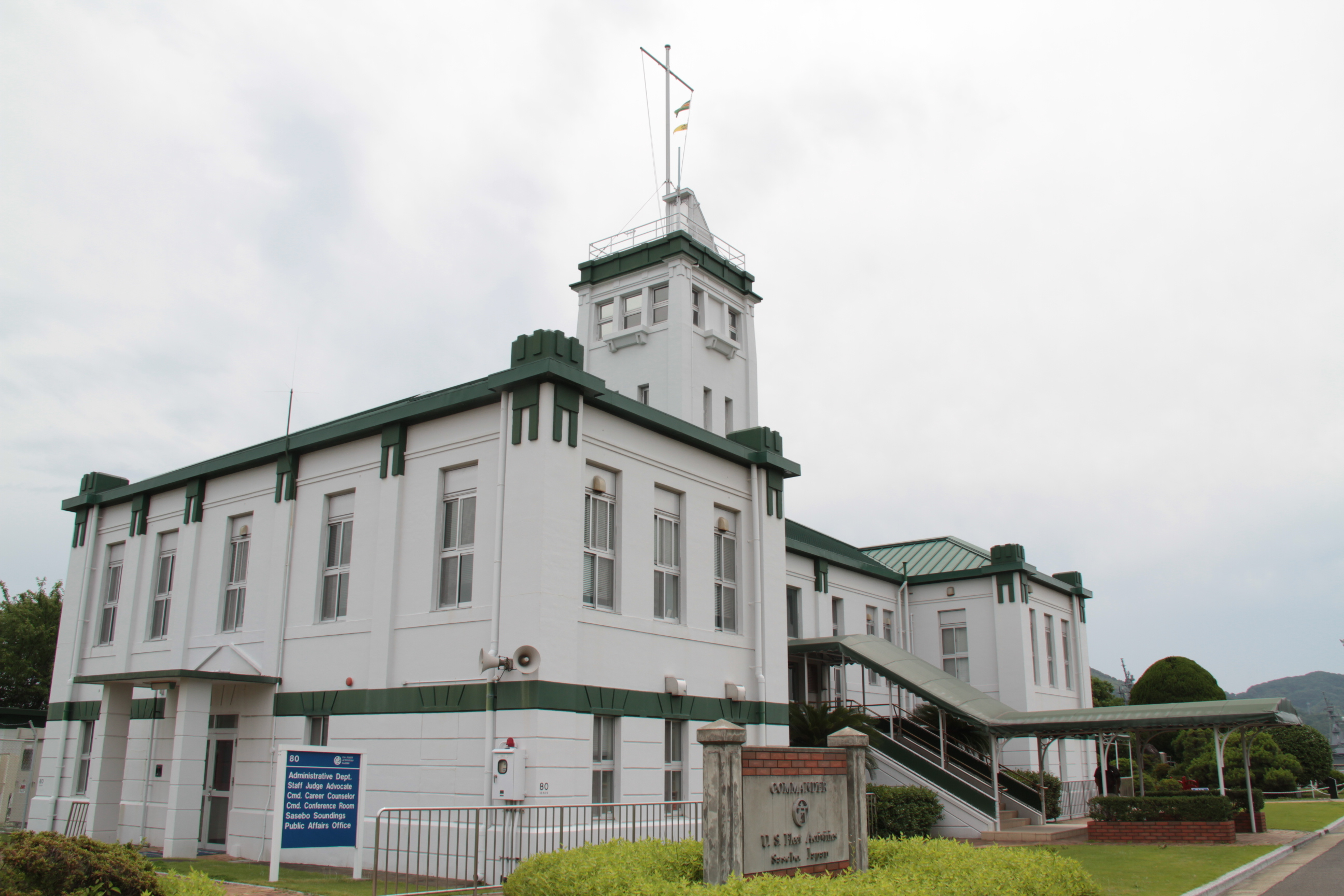
사세보 해군기지 사령부의 집무건물

  - 국방군수국, 일본 요코스카 배급원, 사세보 분견대
  - 국방감찰국, 태평양 사무국, 사세보 사무소
  - 교육처/학교
  - 연합 서비스 조직 (USO)
- 미국 해군
  - 부상훈련단, 서태평양 사세보 파견대
  - 주일 해군 지역대 사령부
    - 인적자원사무소 - 사세보 분소
    - 사세보 지역소방소

  - 해군지원체계사령부(NAVSUP) 함대산업지원센터(FISC), 사세보 분견대
  - 사세보 해군병원
  - 해군 극동 컴퓨터화상통신소, 사세보 파견대
  - 해군범죄수사청 주거국
  - 해군 극동 시설기술사령부 (NAVFAC), 사세보 공사부
  - 해군 해양학 사세보 기뢰전 구성대
  - 사세보 해군대학
  - 사세보 해군매점
  - 해군 해병대 사세보 Relief Society
  - 해군 병기사령부 동아시아 부서, 사세보 분견대
  - 사세보 인사지원분견대
  - 지역법률지원 사무국, 사세보 사무소
  - 함정 수리시설 및 일본 지역 정비소 사세보 분견대
  - 태평양 우주 및 전쟁 시스템시설, 일본 요코스카-사세보 분견대

### 부대
- 미국 해군
  - 태스크포스 76
  - 제11상륙전대
  - 제7소해전대
  - 사세보 해저감시파견대
  - 제5EOD기동부대, 51파견대
  - 군사해양수송사령부 함정지원부대, 사세보 분견대
  - 제7해군해안부대
- 미국 육군
  - 미국 육군 공병대 일본 지부, 사세보 주거사무국
  - 미국 육군 보건사령부 일본 지부
- 미국 공군
  -  제374통신전대

## 같이 보기
- 주일 미군의 시설 목록

## 참고
1. ↑  “管内の防衛施設” (일본어). 규슈방위성. 2017년 3월 23일에 원본 문서에서 보존된 문서. 2016년 12월 2일에 확인함.
2. ↑  “사세보 미 해군기지 일부시설 일에 반환”. 중앙일보. 1977년 2월 15일. 2016년 12월 2일에 확인함.
3. ↑  “美 해군, 日 사세보 기지에 최신예 도크형 수송양륙함 배치”. 교도통신. 2015년 2월 19일. 2016년 12월 2일에 확인함.[깨진 링크(과거 내용 찾기)]
4. ↑  최이락 (2016년 2월 12일). “美해군, 日사세보 기지에 스텔스 구축함 수리설비 구축”. 2016년 12월 2일에 확인함.

- “History” (영어). 사세보 해군 기지 공보부. 2016년 12월 1일에 확인함.